# Marie-Christine Cazier
Marie-Christine Cazier (zeitweise Cazier-Ballo; * 23. August 1963 in Paris) ist eine ehemalige französische Sprinterin und Hürdenläuferin. Ihr größter Erfolg war die Silbermedaille im 200-Meter-Lauf bei den Europameisterschaften 1986.

## Sportliche Karriere
Bei den Halleneuropameisterschaften 1982 in Mailand wurde sie in 7,35 s Fünfte im 60-Meter-Lauf. Im Sommer bei den Europameisterschaften in Athen wurde sie in 23,08 s Achte über 200 Meter. Mit Laurence Bily, Rose-Aimee Bacoul und Liliane Gaschet gewann sie in der 4-mal-100-Meter-Staffel in 42,69 s Bronze hinter den Stafetten aus der DDR und dem Vereinigten Königreich.
1983 belegte sie bei den Halleneuropameisterschaften in Budapest den sechsten Platz über 60 Meter. Bei den Weltmeisterschaften in Helsinki schied sie über 200 Meter im Viertelfinale aus, in der Staffel wurde sie Siebte in 43,40 s.
1984 gewann sie bei den Halleneuropameisterschaften in Göteborg über 200 Meter in 23,68 s Silber hinter Jarmila Kratochvílová. Bei den Hallenweltspiele 1985 in Paris belegte sie in 23,33 s erneut den zweiten Platz, diesmal hinter Marita Koch.
Bei den Europameisterschaften 1986 in Stuttgart verbesserte Cazier bereits im 200-Meter-Halbfinale ihren französischen Landesrekord auf 22,45 s, wurde aber in diesem Halbfinale nur Zweite hinter Silke Gladisch aus der DDR. Im Finale unterbot Cazier in 22,32 s erneut ihren Rekord und gewann Silber hinter Heike Drechsler und vor Silke Gladisch. Mit der französischen Stafette belegte sie in 43,11 s den vierten Platz.
1987 erreichte Cazier bei den Halleneuropameisterschaften in Liévin den dritten Platz über 200 Meter in 23,40 s hinter Kirsten Emmelmann aus der DDR und Blanca Lacambra aus Spanien. Bei den Weltmeisterschaften in Rom verpasste Cazier über 200 Meter den Finaleinzug in 22,89 s nur knapp. In der Staffel belegte sie im Finale den achten und letzten Platz. Noch weniger Erfolg hatte sie bei ihrer einzigen Olympiateilnahme 1988 in Seoul. Über 200 Meter schied Cazier im Viertelfinale aus, in der Staffel qualifizierte sie sich zwar für das Finale, wurde aber im Finale, in dem die französische Stafette Siebte wurde, nicht eingesetzt.
Bei der Europameisterschaften 1990 in Split schied Cazier-Ballo, wie sie nach Heirat nun hieß, in der ersten Runde des 400-Meter-Hürdenlaufs aus.
Ihr letztes großes Finale erreichte sie bei den Hallenweltmeisterschaften 1991 in Sevilla. In der 4-mal-400-Meter-Staffel wurde sie mit der französischen Mannschaft Fünfte.
Viermal wurde sie französische Meisterin über 200 Meter (1985–1988), einmal über 100 Meter (1985) und zweimal über 400 Meter Hürden (1990, 1991). In der Halle wurde sie viermal nationale Meisterin über 200 Meter (1984, 1985, 1987, 1990) und teilte sich 1981 den Titel über 60 Meter mit Laurence Bily.
Marie-Christine Cazier-Ballo ist 1,78 m groß und wiegt 58 kg.

## Persönliche Bestzeiten
- 60 m (Halle): 7,28 s, 7. März 1982, Mailand
- 100 m: 11,23 s, 22. Juli 1986, Paris
- 200 m: 22,32 s, 29. August 1986, Stuttgart
  - Halle: 23,33 s, 18. Januar 1985, Paris
- 400 m: 53,85 s, 15. September 1990, Avignon
- 400 m Hürden: 55,50 s, 19. August 1990, La Chaux-de-Fonds